# カミッロ・シヴォリ
エルネスト・カミッロ・シヴォリ（伊: Ernesto Camillo Sivori, *1815年10月25日 ジェノヴァ – †1894年2月18日）はイタリアのヴァイオリニストで作曲家。

## 略歴
神童の誉れ高くニコロ・パガニーニに一人だけ弟子入りを許されたヴァイオリニストとして名を遺しているが、そのほかにレスターノやジャコモ・コスタ、デッレピアーネにも師事した。シヴォリの演奏はパガニーニ譲りの、わくわくするほど華麗な超絶技巧で名高かった。
1827年から旅するヴィルトゥオーゾとして演奏活動に入り、1864年まで中断なく演奏旅行を続けた。1846年にメンデルスゾーンの協奏曲のイングランド初演を行なっており、その後も1851年と1864年に訪英している。また、ルイージ・ケルビーニの《レクイエム第2番ホ短調》の初演にも参加した。フランツ・リストを含む同時代の主要な演奏家や作曲家と共演を果たしている。
長年パリに暮らしたが、ジェノヴァの地で臨終を迎えた。
シヴォリはヴァイオリンの蒐集家でもあり、アマティやストラディバリウス、ベルゴンツィらの名器を所有していたが、中でもジャン=バティスト・ヴィヨームが製造したものをパガニーニから贈られて愛用した。この楽器は、パガニーニの有名な「イル・カノーネ・グァルネリウス」のほぼ完璧なレプリカだった。
シヴォリは、自分が演奏できるように多くの通俗名曲を編曲したことで知られており、その多くは、蔑視する向きもあったものの、かなりの人気を保っている。中でもジョヴァンニ・ボッテジーニの2つのコントラバスのための二重協奏曲を編曲し、旋律に変更を加えた《協奏的大二重奏曲（Gran Duo Concertante）》が最上の例である。シヴォリはヴァイオリンとコントラバスの作品に書き換え、パートも書き換えて、時に2つの楽器が同時にオクターヴで鳴り響くようにしている。